# Drumul dreptății
Drumul dreptății (în engleză 3:10 to Yuma) este un film western american din 2007. Acesta este regizat de James Mangold⁠(d), produs de Cathy Konrad⁠(d), iar în rolurile principale apar Russell Crowe și Christian Bale. Peter Fonda, Gretchen Mol⁠(d), Ben Foster, Dallas Roberts⁠(d), Alan Tudyk, Vinessa Shaw⁠(d) și Logan Lerman apar în roluri secundare. Filmul urmărește povestea unui fermier sărac (Bale), care decide să-l aducă în fața legii pe un celebru bandit (Crowe). Acesta reprezintă a doua ecranizare a povestirii „Three-Ten to Yuma⁠(d)” de Elmore Leonard din 1953, prima fiind în 1957 sub același nume⁠(d). Filmările au avut loc în diferite zone din New Mexico. Drumul dreptății a fost lansat pe 7 septembrie 2007 în Statele Unite și a primit recenzii pozitive din partea criticilor. A încasat 71 de milioane de dolari la nivel mondial în comparație cu bugetul de 48-55 de milioane de dolari.

## Rezumat
Arizona anului 1884. Dan Evans este un fermier sărman și veteran al Războiului Civil care îi datorează bani lui Glen Hollander. Într-o noapte, oamenii lui Hollander îi incendiază hambarul și îi alungă vitele pentru a-i reaminti că are de plătit datorii. În dimineața următoare, Evans și cei doi fii ai săi își caută cireada pierdută, moment în care îl întâlnesc pe Ben Wade și banda sa, în timp ce jefuiesc o diligență protejată de agenția Pinkerton⁠(d). Wade îi observă pe aceștia pe deal și stabilește că nu reprezintă o amenințate pentru grupul său; prin urmare, acesta le ia caii și le promite că-i va lăsa legați „pe drum către Bisbee”, vrând să aibă siguranța că aceștia nu vor alerta autoritățile. După ce banda lui Wade părăsește locul, Evans îl salvează pe singurul gardian în viață, dar grav rănit - Byron McElroy.
Wade și banda sa călătoresc spre Bisbee pentru a se ospăta la salonul local și a împărți bunurile furate. Gașca pleacă, însă Wade decide să rămână în urmă pentru a se bucura de compania barmaniței. Evans îl aduce pe McElroy la medicul veterinar/omul legii Doc Potter, iar apoi încearcă în zadar să-și negocieze datoria cu Hollander. Evans îl descoperă pe Wade ieșind dintr-o cameră de la etajul salon și îl convinge să-i ofere câțiva dolari pentru dificultățile cauzate acestuia. În timp ce aceștia schimbă o vorbă, oamenii legii înconjoară salonul și îl arestează pe Wade.
Grayson Butterfield, reprezentantul căilor ferate, angajează o poteră alcătuită  din McElroy, Potter, Tucker - unul dintre oamenii lui Hollander - și Evans pentru a-l duce pe Wade în Contention City, Arizona⁠(d), unde Wade urmează să fie pus în trenul de după-amiază de la 3:10 PM și trimis către închisoarea teritorială Yuma⁠(d). Evans solicită 200 de dolari (echivalent cu $5.100 in 2017) pentru a-l livra pe Wade, iar Butterfield este de acord. Grupul se întâlnește la ferma lui Evans, unde McElroy aranjează o trăsură-momeală⁠(d) pentru a le distrage atenția celor din banda lui Wade.
În timpul călătoriei, atât Tucker, cât și McElroy îl provoacă constant pe Wade; acesta îl ucide prin înjunghiere pe Tucker și îl aruncă pe McElroy de pe o stâncă. Wade încearcă să scape, dar este oprit de fiul lui Evans, William. Grupul este prins într-o ambuscadă de indienii apași, fapt care îi permite lui Wade să fugă până într-o tabără de muncitori chinezi⁠(d) angajați să dezvolte rețeaua de cale ferată. Șeful lagărului îl capturează pe Wade și când grupul sosește să-l ia în primire, acesta decide să-l ucidă pe bandit. Un schimb de focuri are loc între cele două grupuri; Potter își pierde viața, iar restul poterei reușește să scape alături de Wade. Aceștia ajung în Contention cu câteva ore înainte de plecarea trenului și se cazează la un hotel, fiind însoțiți de mai mulți   șerifi locali.
Membrii bandei lui Wade reușesc să captureze trăsura-momeală și îi ucid pe cei aflați în interior. De asemenea, află că Wade este în Contention. Banda - condusă în prezent de Charlie Prince - oferă o recompensă în numerar de 200 de dolari oricărui cetățean care îi va ajuta la salvarea lui Wade. Numeroși pistolari se oferă voluntari, moment în care șerifii locali decid să nu-și riște viața. Deși aceștia doresc să depună armele, sunt uciși de membrii bandei. Butterfield demisionează, dar acceptă să aibă grijă de William la cererea lui Evans. Evans este de acord să-l îmbarce pe Wade în trenul spre Yuma doar dacă: Butterfield îl plătește 1000 de dolari, îi duce fiul spre casă în siguranță, obține accesul fermei la apa râului și îl obligă pe Hollander să-i lase familia în pace.
Evans îl escortează pe Wade în afara hotelului, iar cei doi traversează orașul, evitând schimbul de focuri continuu. Într-un moment de neatenție, Wade încearcă să-l ștranguleze pe Evans, dar se cedează când acesta îi dezvăluie că de îmbarcarea sa depinde nu doar familia, ci și onoarea sa. Wade recunoaște că a mai fost prizonier la Yuma și a evadat de două ori; de asemenea, este de acord să urce în tren pentru ca Evans să primească răsplata.
Wade îl ajută pe Evans să scape de propria sa bandă și, în cele din urmă, urcă în tren. În timp ce îl felicită pe Evans pentru eforturile sale, Charlie îl împușcă pe acesta, deși Wade i-a cerut să nu o facă. Wade coboară din tren și stă alături de Evans în ultimele sale momente în viață. Când Charlie îi oferă armele, acesta îl ucide brusc, iar apoi îi elimină pe ceilalți membri ai bandei sale. În următorul moment, William trage cu pistolul spre Wade, însă nu îl ucide; în schimb, acesta se îndreaptă spre tatăl său muribund. Wade urcă în tren și predă politicos arma. Evans moare imediat ce fiul său îi spune că și-a îndeplinit misiunea și a primit banii. În timp ce Butterfield urmărește trenul îndepărtându-se, Wade fluieră, iar calul său credincios își urmează stăpânul, indicând că banditul plănuiește deja următoarea evadare.

## Distribuția
- Russell Crowe - Ben Wade, liderul nemilos al unei bande de haiduci
- Christian Bale - Dan Evans, un veteran de război devenit fermier
- Logan Lerman - William Evans, fiul cel mare al lui Dan
- Ben Foster - Charlie Prince, mâna dreaptă  a lui Ben Wade
- Peter Fonda - Byron McElroy, un agent Pinkerton în vârstă
- Dallas Roberts - Grayson Butterfield, un agent al Căilor ferate Southern Pacific⁠(d)
- Alan Tudyk - Doc Potter, un medic veterinar și om al legii.
- Gretchen Mol - Alice Evans, soția lui Dan.
- Lennie Loftin - Glen Hollander
- Vinessa Shaw - Emma
- Luke Wilson - Zeke
- Kevin Durand - Tucker
- Luce Rains - șeriful Weathers
- Marcus Sylvester - Slick
- Carmilla Blakney - Rebbi